# Schilpario
Schilpario [skilˈpaːɾjo] (Sculpér [skulˈpeɾ] in dialetto scalvino, Schilpér [skilˈpeɾ] o Schilpàre [skilˈpaɾɛ] in dialetto bergamasco) è un comune italiano di 1 127 abitanti della provincia di Bergamo in Lombardia.

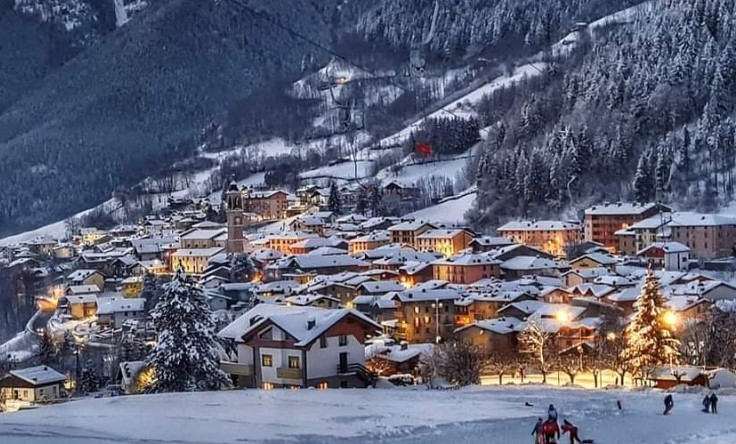
Panorama invernale di Schilpario

## Geografia fisica
Situato in cima alla Valle di Scalve, fa parte della Comunità montana di Scalve. Posto all'estremo angolo nord-est della provincia, dista circa 65 chilometri da Bergamo ed è quindi il comune della provincia più distante dal capoluogo orobico.

## Storia

### L'antichità e le origini
L'origine del borgo, intesa come insediamento stabile, risale al periodo della dominazione romana, quando venivano utilizzate le grandi risorse minerarie di ferro e zinco presenti nella zona.
Tuttavia pare che nella zona fossero già presenti piccole tribù di Galli Cenomani, come testimonia un masso, sito in località Pià Sèrsegn, che si pensa fosse utilizzato dai druidi per i riti magici. Non è però dato sapere se vi fossero insediamenti stabili o se la zona venisse utilizzata solo occasionalmente per tali riti.

### Il Medioevo
I secoli successivi videro il borgo passare sotto il controllo del Sacro Romano Impero guidato da Carlo Magno, che donò l'intera zona ai monaci di Tours. Questi successivamente la permutarono in favore del Vescovo di Bergamo, il quale diede investitura feudale ai Capitani di Scalve.
Questi ultimi furono di fatto esautorati dalla costituzione dell'Universitas di Scalve, una piccola istituzione feudale molto simile a una repubblica, che garantiva grandi privilegi agli abitanti e un'autonomia al limite dell'indipendenza. Questa garantiva l'esenzione del servizio militare, libertà di caccia e pesca, nonché sgravi fiscali e la possibilità di sfruttamento delle miniere presenti in zona.

### Età moderna e contemporanea
Con il passaggio alla Repubblica di Venezia, avvenuto nel XV secolo, Schilpario mantenne i privilegi conquistati precedentemente, ma venne aggregato nella Comunità grande di Scalve.
Soltanto nel 1797, con la fine della Serenissima e l'avvento della Repubblica Cisalpina, acquisì la propria autonomia comunale.
Il 28 aprile 1945, a seconda guerra mondiale ormai conclusa, un gruppo di civili di Schilpario e di partigiani si recò a bordo di un automezzo a chiedere la resa un gruppo di militi fascisti della 1ª Legione d'Assalto "M" "Tagliamento" che si erano radunati presso il passo del Vivione. Presso i Fondi di Schilpario il camion venne attaccato dai repubblichini che uccisero una decina di uomini e ne vilipesero cadaveri. Nei giorni seguenti due superstiti dell'eccidio moriranno per le ferite riportate.
Seguenti modifiche, operate dai vari regimi che si susseguivano nella valle, modificarono i confini territoriali, ma non intaccarono l'autonomia comunale di Schilpario, che visse nella tranquillità della valle fino ai giorni nostri.

### Simboli
Lo stemma e il gonfalone sono stati concessi con decreto del presidente della Repubblica del 28 aprile 1976.
Lo stemma comunale si ispira a quello antico che contraddistingue tutta la Valle di Scalve, concesso con regio decreto del 30 gennaio 1890 e raffigurato anche nello stemmario del Camozzi del 1888. Gli abeti sono elementi caratteristici del territorio di Schilpario; l'orso, protetto dal fitto bosco in cui si nasconde, è richiamato anche dal motto latino Tutus in silvis, "al sicuro tra i boschi".
Il gonfalone è un drappo di giallo.

## Monumenti e luoghi d'interesse

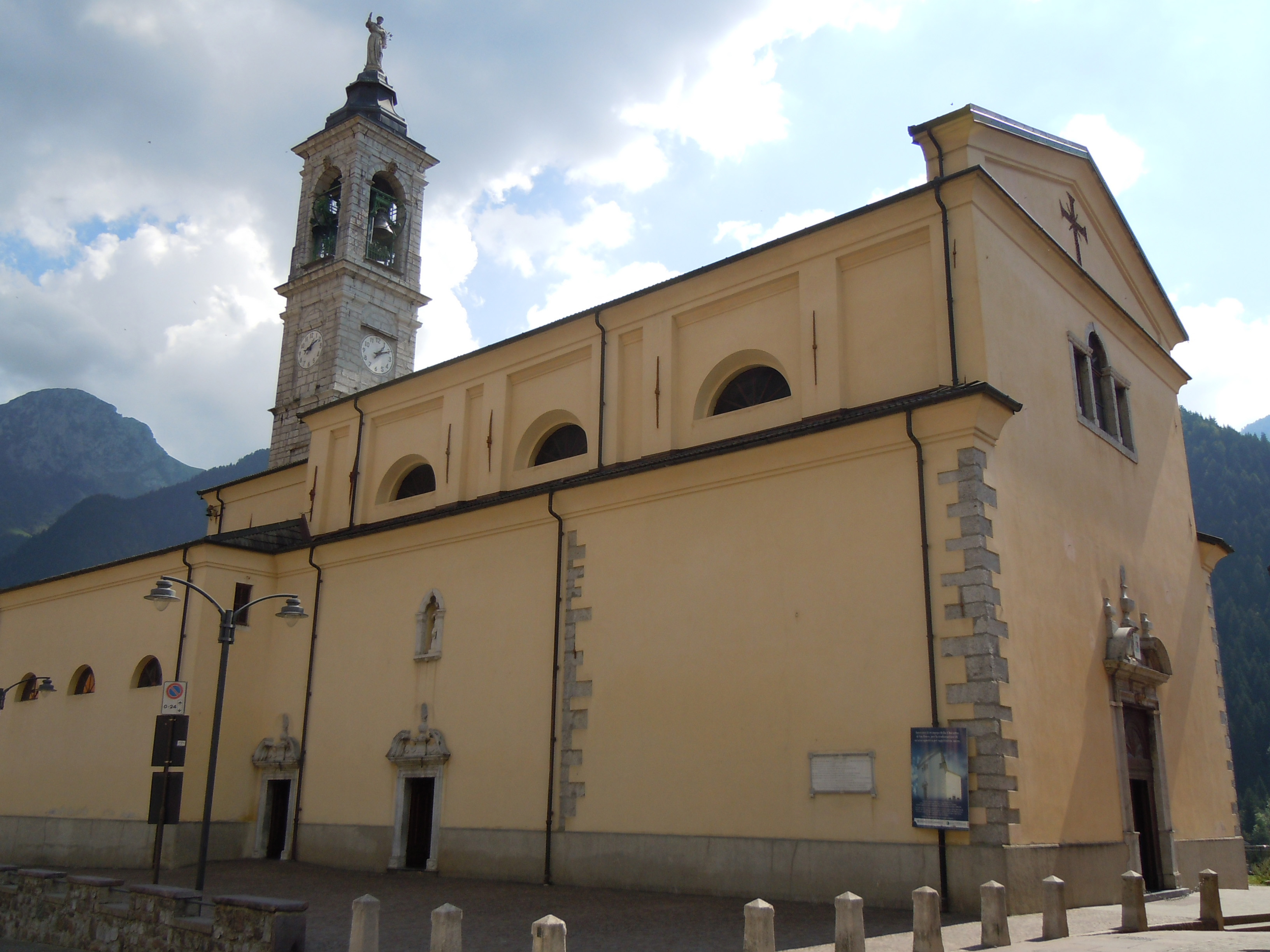
Chiesa parrocchiale nel 2022

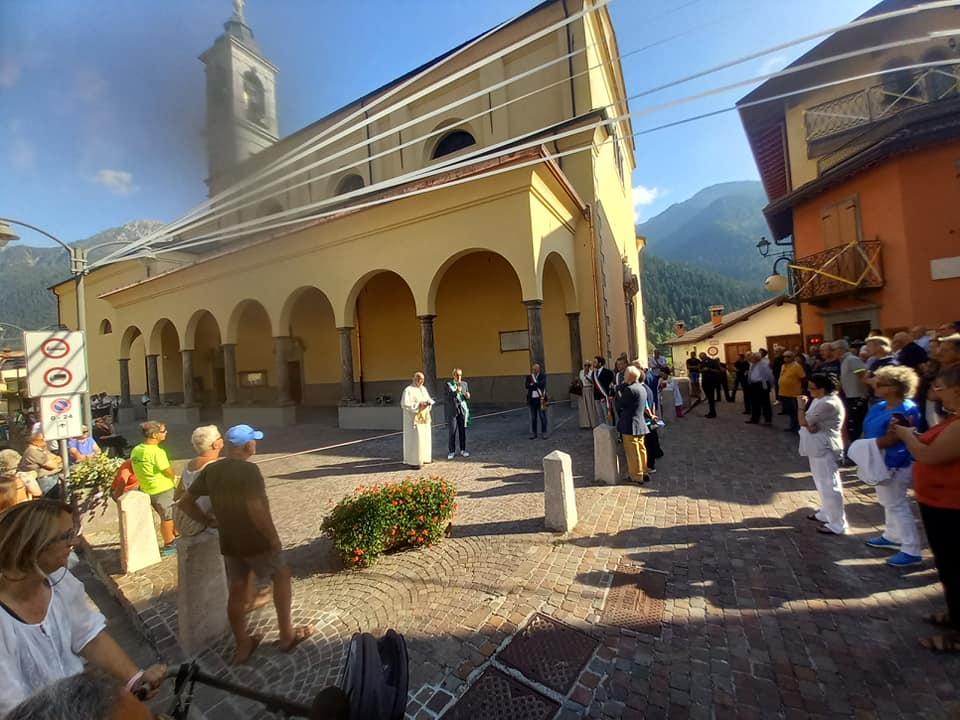
Chiesa parrocchiale col nuovo portico. Settembre 2023.

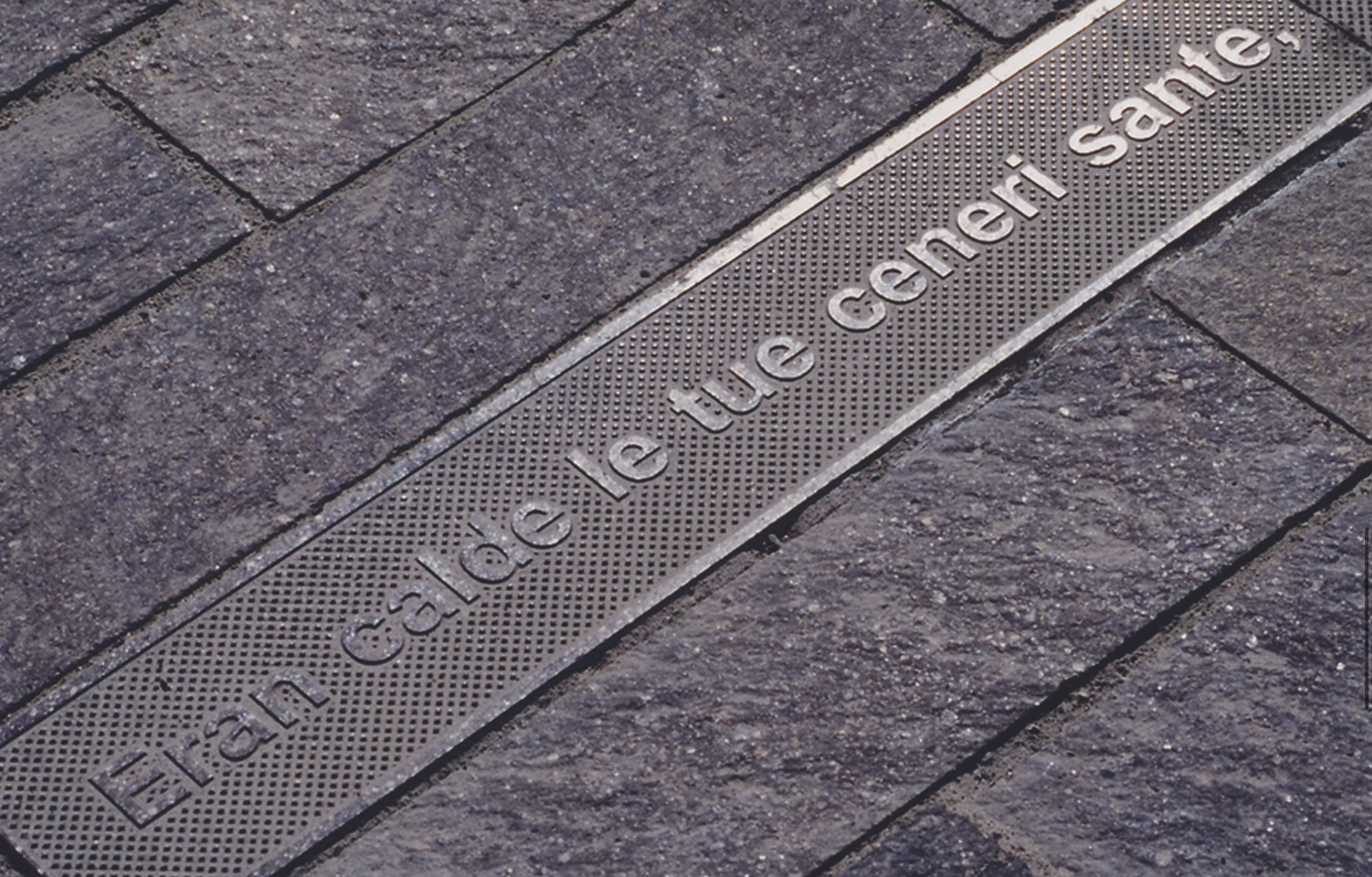
Frammento dell'Ode di G. Leopardi, un tempo incisa in piazza Angelo Mai

### Architetture religiose

#### Chiesa di Sant'Antonio
La chiesa parrocchiale, compresa nella Diocesi di Bergamo, è dedicata a sant'Antonio da Padova. Edificata nel XVII secolo in luogo di una precedente chiesa, è dotata di un campanile al termine del quale è posta una statua del santo patrono, nonché di opere pittoriche del Cifrondi e del Carpinoni, e di sculture di scuola fantoniana. Nella navata principale si può inoltre ammirare la statua raffigurante il cardinale Angelo Mai, nativo di Schilpario.
Nel gennaio del 1820, anno in cui il cardinale trovò alcuni frammenti del De re publica di Cicerone, Giacomo Leopardi gli dedicò l'ode intitolata Ad Angelo Mai. Nel 2002, parte di quest'ode è stata incisa su pietra nella piazza principale, opera degli architetti Gualtiero Oberti e Attilio Stocchi. La piazza è stata recentemente trasformata.
La tradizionale celebrazione del Triduo dei Morti  viene celebrata ogni anno la seconda domenica dopo Pasqua. La Celebrazione del Triduo dei Morti e la costruzione della macchina del Triduo risale al 1770 e ha quindi compiuto 250 anni nel 2020.
Nel corso del 2023 la chiesa parrocchiale di S. Antonio è stata completata con il portico esterno, già previsto nel progetto originario, ma mai costruito prima, per mancanza di risorse economiche.

### Architetture civili
Numerose case storiche delle famiglie schilpariesi sono conservate e tuttora abitate in paese. Menzioniamo la casa natale di Angelo Mai nella piazza principale di Schilpario e la casa della famiglia Stocchi in via Padre Mai, che fu anche la casa natale di monsignor Giovanni Mai.

### Aree naturali

#### Valle del Vò
Tra le aree naturali vi è la Valle del Vò posta in una valle laterale ricca di cascate.
Pineta di Schilpario
Schilpario possiede anche una pineta di abeti rossi (pagher in dialetto) che si snoda lungo la valle del Dezzo dall'uscita ovest del paese fino al passo dei Campelli. In questa pineta si trova anche una pista di sci di fondo con vari tracciati che vanno da qualche chilometro fino a 10 chilometri.

## Cultura

### Musei

#### Museo etnografico

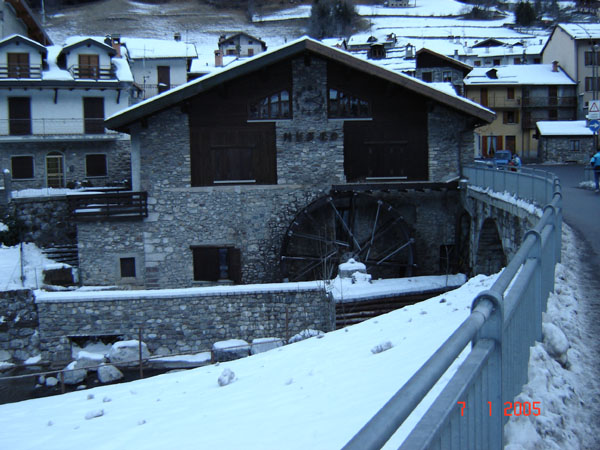
Mulino sul Dezzo

Il museo etnografico è stato istituito per preservare e rivalutare la storia, le tradizioni e la cultura delle genti di tutta la Val di Scalve. Grazie all'apporto di documenti, fotografie e oggetti legati alla vita rurale, si possono ricostruire la vita e i lavori degli abitanti nei secoli scorsi. Inoltre, essendo la struttura che ospita il museo posta a fianco del torrente Dezzo, è presente una ruota di mulino attivata dalle correnti dello stesso corso d'acqua che azionano il torchio e una macina per la lavorazione del frumento.

#### Museo minerario
Le miniere ristrutturate e messe a norma dopo la chiusura dell'attività avvenuta nel 1972, sono visitabili con visite guidate, una galleria in trenino e le altre a piedi.

## Società

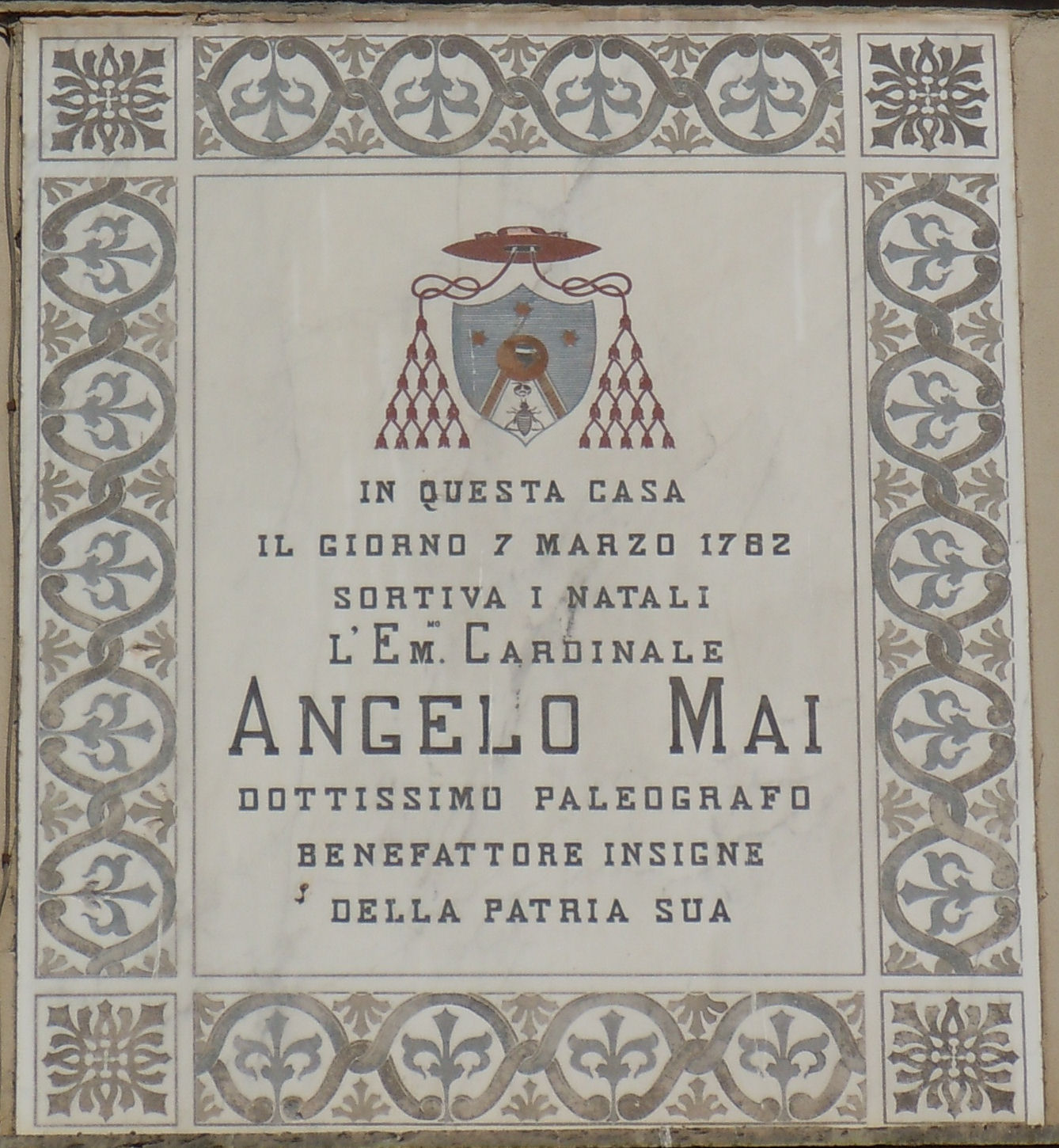
Lapide sulla casa natale di Angelo Mai

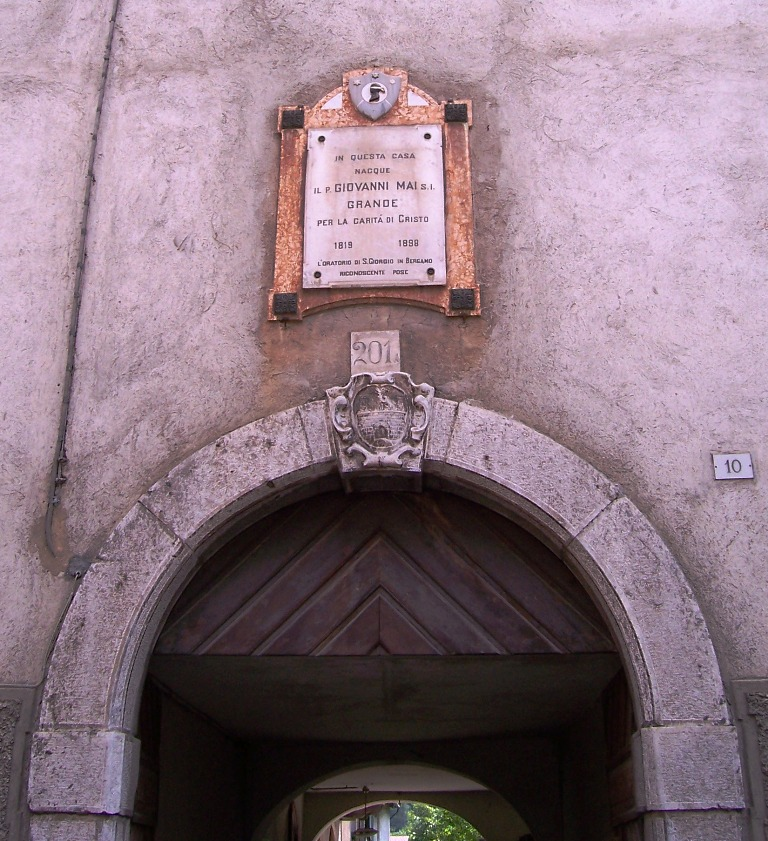
Casa Stocchi, dove nacque Giovanni Mai

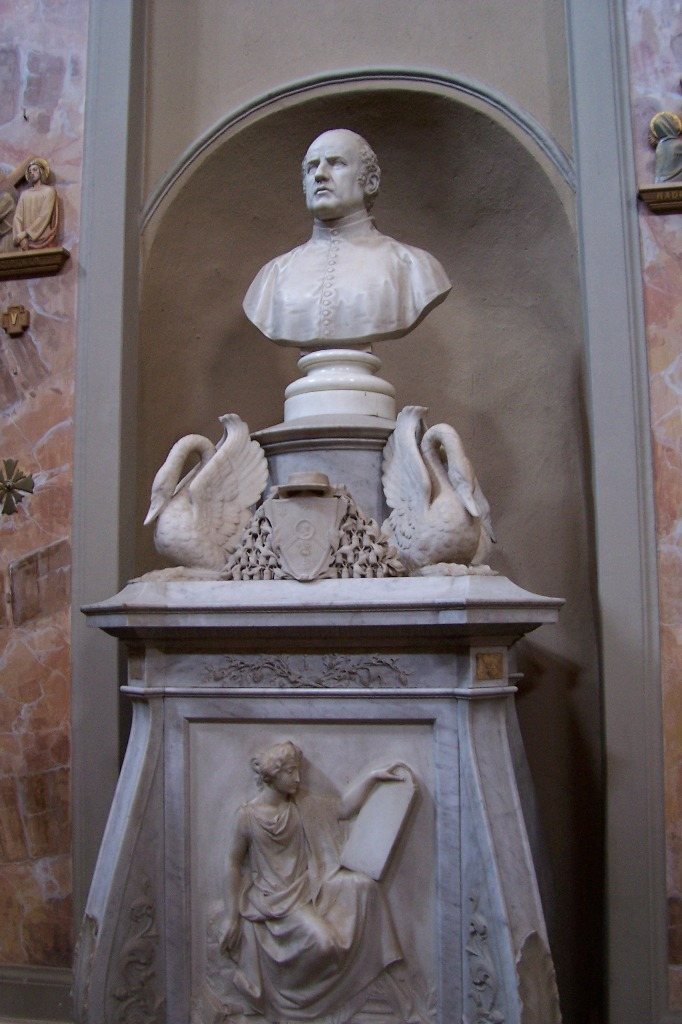
Busto di Angelo Mai

### Evoluzione demografica
Abitanti censiti

## Amministrazione
| Periodo        | Periodo        | Primo cittadino    | Partito                       | Carica  | Note   |
| -------------- | -------------- | ------------------ | ----------------------------- | ------- | ------ |
| 14 giugno 2004 | 7 giugno 2009  | Gianmario Bendotti | Lista civica                  | Sindaco | [ 11 ] |
| 7 giugno 2009  | 26 maggio 2014 | Gianmario Bendotti | Lista civica                  | Sindaco | [ 11 ] |
| 26 maggio 2014 | 27 maggio 2019 | Claudio Agoni      | Lista civica                  | Sindaco | [ 11 ] |
| 27 maggio 2019 | 9 giugno 2024  | Marco Pizio        | Lista civica Schilpario unito | Sindaco | [ 11 ] |
| 10 giugno 2024 | in carica      | Claudio Agoni      | Lista civica Vivi Schilpario  | Sindaco | [ 11 ] |

## Frazioni
Il comune di Schilpario comprende tre frazioni: Barzesto, Pradella e Ronco.

## Infrastrutture e trasporti
Il territorio è attraversato dalla strada statale 294 della Val di Scalve, che parte da Darfo Boario Terme, in Val Camonica, e risale il corso del torrente Dezzo per poi giungere al Passo del Vivione.

## Sport

### Sci di fondo
A Schilpario c'è la pista "Degli Abeti", una delle migliori piste di sci di fondo in Italia, attrezzata per ospitare gare internazionali che, dotata di cannoni per l'innevamento artificiale, si estende per 12 km. È suddivisa in diversi anelli, a seconda della difficoltà. A supporto dei praticanti, ci sono due scuole sci: Scuola sci Campelli e Scuola sci Paradiso. Nel 2024, per la terza volta Schilpario ha ospitato la Coppa Europa, mentre a febbraio 2025 i Campionati mondiali juniores di sci nordico 2025.

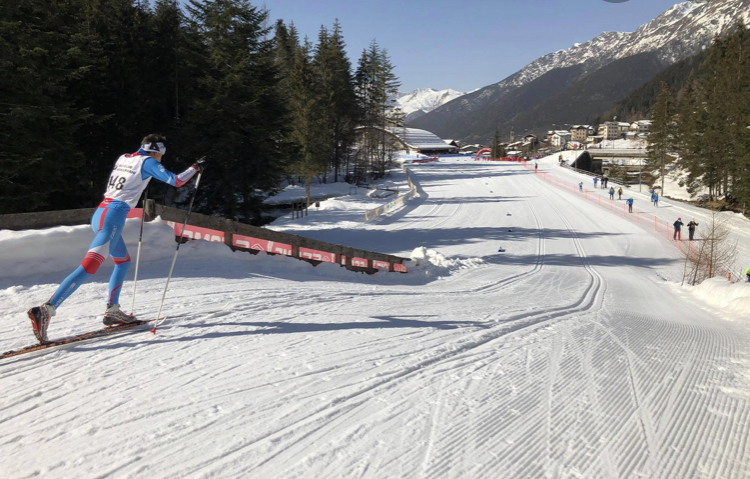
Uno scorcio della Pista degli Abeti a Schilpario

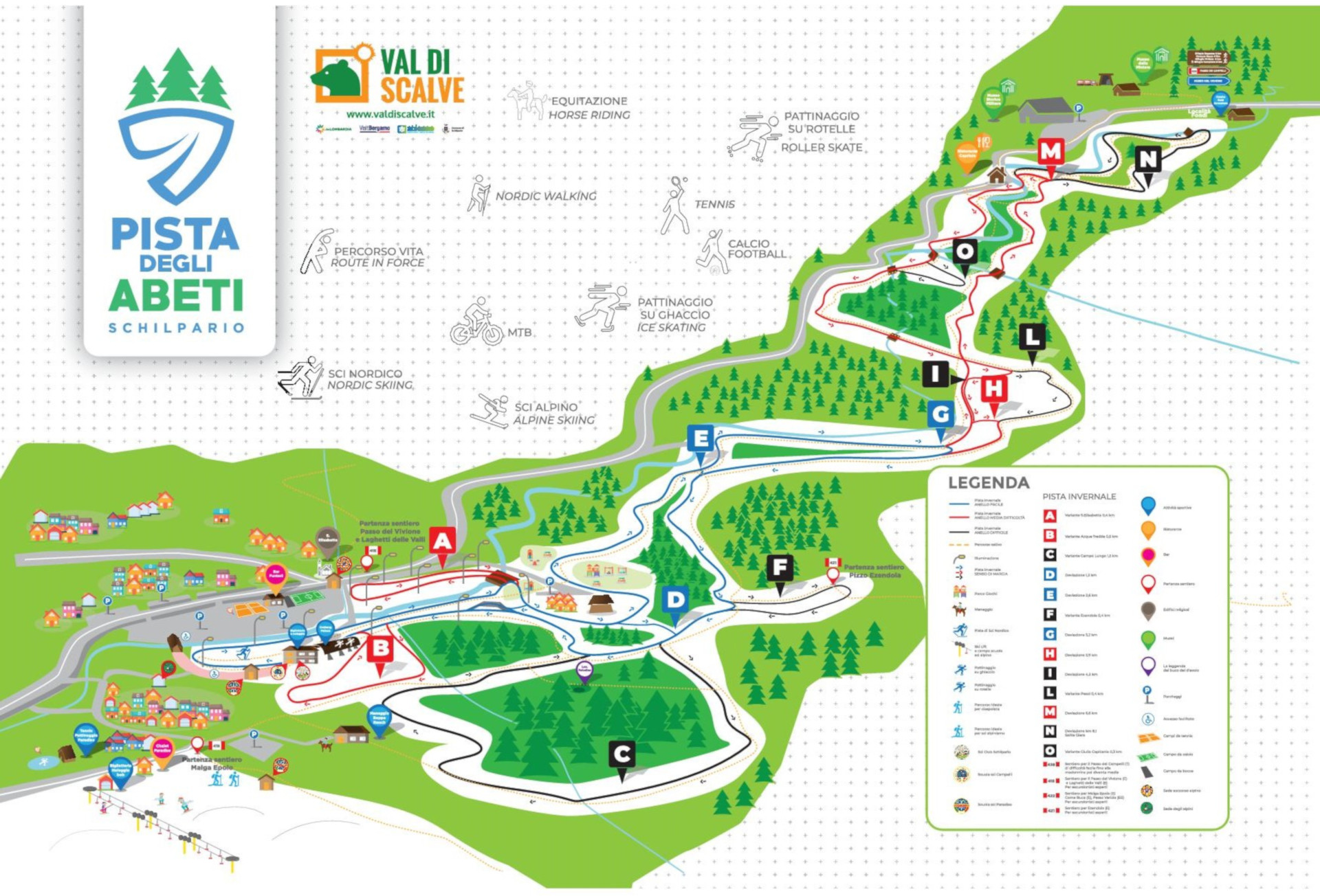
La piantina della Pista degli Abeti

### Pattinaggio
Nella zona sportiva, nei pressi della pista per lo sci di fondo, c’è il Palazzo del Ghiaccio, la cui tribuna può ospitare circa 800 spettatori.
Inoltre, nel periodo invernale, il campo da tennis Paradiso, viene fatto ghiacciare in modo da creare un'ulteriore pista di pattinaggio, però all’aperto, rispetto a quella coperta del palaghiaccio.

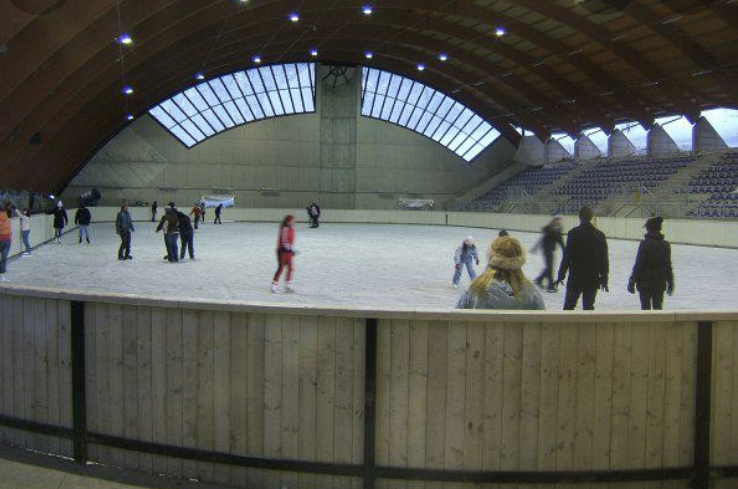
L’interno del palaghiaccio di Schilpario

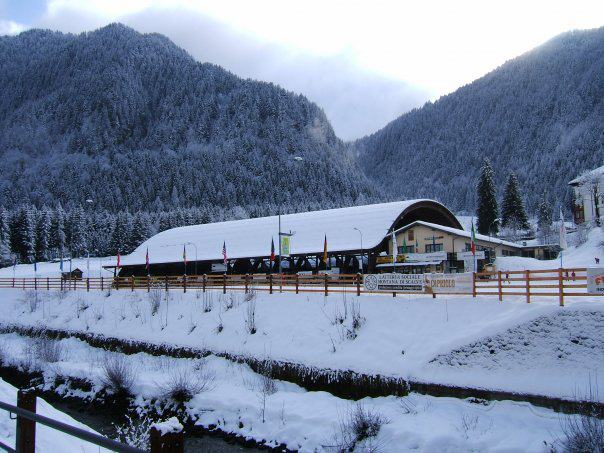
L’esterno del palaghiaccio di Schilpario

### Sci alpino
Lo sci alpino si può praticare sulla pista "Acque Fredde", nella zona della conca di Epolo. La pista è servita da uno skilift. Alla partenza si trova anche un punto ristoro. La pista, in estate, ospita anche gare di sci d’erba. In particolare, nel 2019, ha ospitato le finali di Coppa del Mondo.

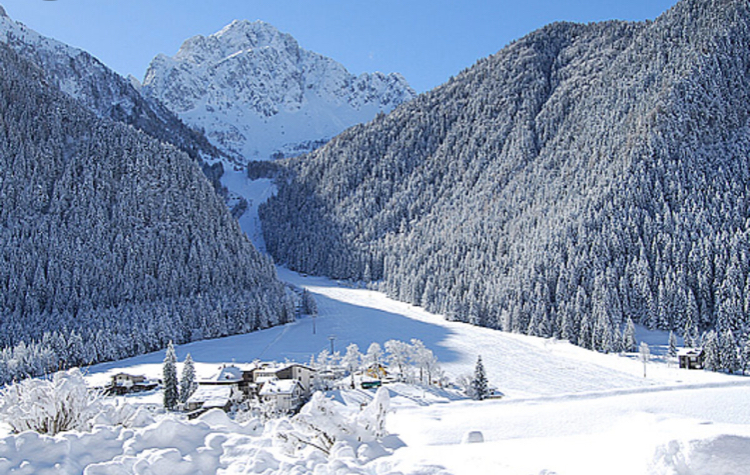
La pista di Sci Alpino di Schilpario

### Tennis
A Schilpario ci sono tre campi da tennis. Due di questi, nei pressi del palaghiaccio e della pista di fondo, fanno parte del "Tennis club Schilpario". Uno è stato dotato di apposita copertura fissa nel 2024. Il terzo campo, invece, si trova in località Paradiso ed è funzionante solo in estate, mentre nel periodo invernale viene trasformato in pista di pattinaggio su ghiaccio.

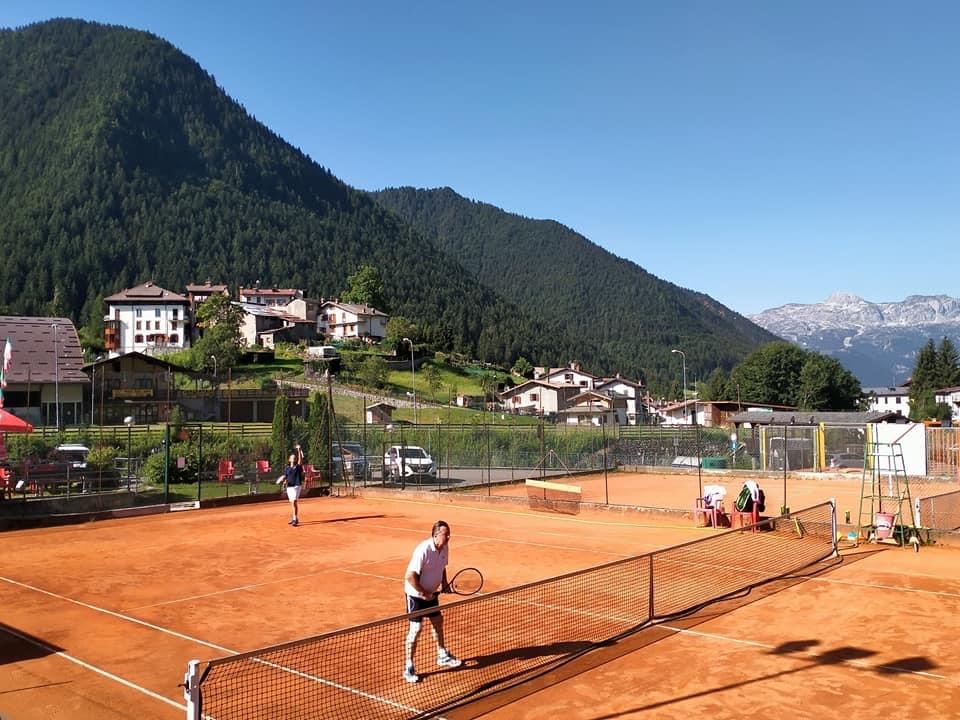
I campi da Tennis a Schilpario

### Altri sport
A Schilpario si possono praticare altre attività sportive. Esistono, infatti, numerosi percorsi per ciaspolate, sci-alpinismo e passeggiate a cavallo.

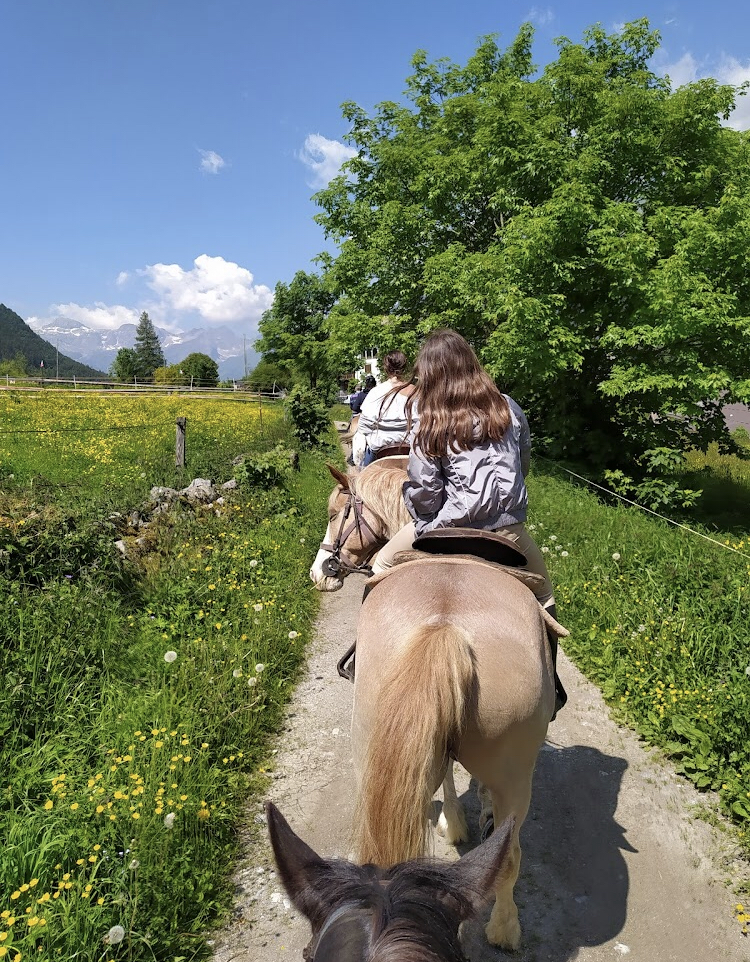
Le passeggiate a cavallo a Schilpario